# Pietersbierum
Pietersbierum (en frison : Pitersbierrum) est un village de la commune néerlandaise de Waadhoeke, dans la province de Frise.

## Géographie
Le village est situé près de Sexbierum et de la mer des Wadden, à 5 km au nord-ouest de Franeker.

## Histoire
Pietersbierum fait partie de la commune de Barradeel avant le 1er janvier 1984 puis de celle de Franekeradeel avant le 1er janvier 2018, où celle-ci est supprimée et fusionnée avec Het Bildt, Menameradiel et une partie de Littenseradiel pour former la nouvelle commune de Waadhoeke.

## Démographie
Le 1er janvier 2018, le village comptait 145 habitants.